# 390
Năm 390 là một năm trong lịch Julius.

## Sinh
- Bleda